# Parafia Wszystkich Świętych w Cumaniu
Parafia Wszystkich Świętych w Cumaniu – parafia rzymskokatolicka w Cumaniu, należy do dekanatu Łuck w diecezji łuckiej. Proboszczem parafii jest ks. Jurij Pohnerybka.